# 雅罗米尔·魏因贝格尔
雅罗米尔·魏因贝格尔（捷克語：Jaromír Weinberger，1896年1月8日—1967年8月8日），又译温伯格，美籍捷克作曲家，出生于布拉格一个犹太裔家庭，曾跟随诺瓦克和雷格学习，1939年逃亡美国。他的音乐深受民间音乐影响，通俗易懂，最著名的是歌剧《风笛手什万达》，尤其是其中的“波尔卡与赋格”。
魏因贝格尔于1967年8月8日自杀身亡。